# Баране (Пећ)
Баране (алб. Baran) је насељено место у општини Пећ, на Косову и Метохији. Према попису становништва из 2011. у насељу је живело 927 становника.

## Положај
Атар насеља се налази на територији катастарске општине Баране површине 603 ha.

## Историја
У време турског пописа из 1485. године у Баранима је било преко 50 српских кућа, а постојао је и истоимени манастир који је већ тада био опустео. У селу постоји место где је некада било српско гробље.

## Становништво
Према попису из 2011. године, Баране има следећи етнички састав становништва:
| Националност | 2011.        |
| Албанци      | 911 (98,27%) |
| Египћани     | 9 (0,97%)    |
| Роми         | 3 (0,32%)    |
| неизјашњени  | 4 (0,44%)    |
| Укупно       | 927          |

| Демографија | Демографија | Демографија |
| Година      | Становника  | Становника  |
| ----------- | ----------- | ----------- |
| 1948.       | 834         |             |
| 1953.       | 813         |             |
| 1961.       | 909         |             |
| 1971.       | 1.169       |             |
| 1981.       | 1.140       |             |
| 1991.       | 1.119       |             |
| 2011.       | 927         |             |